# Triple Aliança (1717)

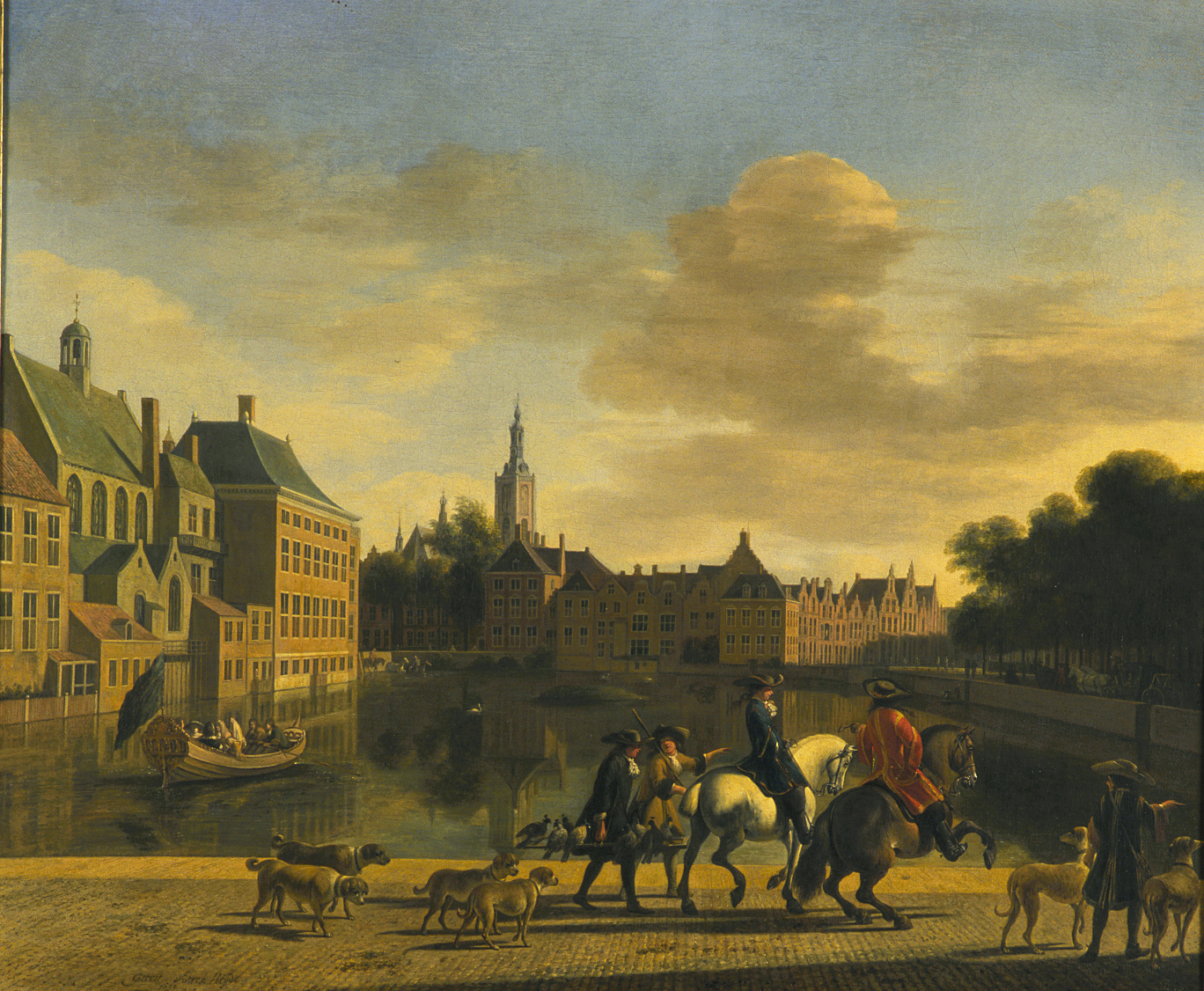
La Haia a finals del.

La Triple Aliança, pactada mitjançant la signatura del Tractat de la Haia establert el 4 de gener de 1717 a l'Haia, va ser la unió de les Províncies Unides dels Països Baixos, França, i el Regne Unit de la Gran Bretanya tractant d'obligar Espanya a complir les disposicions del Tractat d'Utrecht de 1713.

## Contingut de l'acord
Els representants dels tres països reunits a la ciutat de l'Haia signaren l'acord amb els següents punts com a principals:
- Ratificació dels acords pactats en els tractats d'Utrecht de 1713.
- França expulsaria de França al pretendent al tron anglès Jaume III d'Anglaterra.
- Les Províncies Unides expulsarien del seu territori als partidaris de Jaume III, que eren considerats rebels a Anglaterra.
- França hauria d'ensorrar la canal de Mardyke, construïda després del desmantellament del port de Dunkerque pactat en el Tractat d'Utrecht.
- En cas que cap dels països signants patís invasions de països estrangers o tingués rebel·lions internes els altres dos països de l'Aliança els prestarien socors amb ajut militar. Aquest punt només tindria validesa en els territoris dels signants a Europa.

## Repercussions
El 1718, amb l'adhesió del Sacre Imperi Romanogermànic mitjançant la signatura del tractat de Londres va esdevenir la Quàdruple Aliança de 1718.